# Tequistlatecan
Tequistlatecan, porodica indijanskih jezika iz Meksika, član Velike porodice Hokan (Hokan Phylum), koja obuhvaća jezike Indijanaca Tequistlatec ili Chontal nastanjenih u Oaxaci. 
Jezično i teritorijalno Chontali se dijele na nizinske Huamelulteca, danas bilingualni u španjolskom, i gorštačke Tequistlatec ili Chontal.

## Vanjske poveznice
- Ethnologue (14th)
- Ethnologue (15th)
- Tequistlatecan family